# (20317) Hendrickson
(20317) Hendrickson est un astéroïde de la ceinture principale d'astéroïdes.

## Description
(20317) Hendrickson est un astéroïde de la ceinture principale d'astéroïdes. Il fut découvert le 29 mars 1998 à Socorro (Nouveau-Mexique) par le projet LINEAR. Il présente une orbite caractérisée par un demi-grand axe de 2,62 UA, une excentricité de 0,01 et une inclinaison de 3,8° par rapport à l'écliptique.

## Compléments